# London Trophy 1961
London Trophy 1961 je bila enajsta neprvenstvena dirka Formule 1 v sezoni 1961. Odvijala se je 22. maja 1961 na britanskem dirkališču Crystal Palace.

## Dirka
| Poz | Dirkač              | Moštvo                     | Konstruktor        | Čas/Odstop              | Št. m. |
| --- | ------------------- | -------------------------- | ------------------ | ----------------------- | ------ |
| 1   | Roy Salvadori       | Yeoman Credit Racing Team  | Cooper-Climax      | 37:22.8                 | 1      |
| 2   | Henry Taylor        | UDT-Laystall Racing Team   | Lotus-Climax       | + 8.0 s                 | 2      |
| 3   | Tony Marsh          | Tony Marsh                 | Lotus-Climax       | + 29.8 s                | 5      |
| 4   | Shane Summers       | Terry Bartram              | Cooper-Climax      | 36 krogov               | 7      |
| 5   | Wolfgang Seidel     | Scuderia Colonia           | Lotus-Climax       | 36 krogov               | 6      |
| 6   | John Campbell-Jones | John Campbell-Jones        | Cooper-Climax      | 35 laps                 | 9      |
| 7   | Jackie Lewis        | H & L Motors               | Cooper-Climax      | 35 krogov               | 3      |
| 8   | Cliff Allison       | UDT-Laystall Racing Team   | Lotus-Climax       | 35 krogov               | 4      |
| 9   | Bernard Collomb     | Bernard Collomb            | Cooper-Climax      | 34 krogov               | 13     |
| 10  | Alan Trow           | Alan Trow (Motor Cycles)   | Cooper-Climax      | 34 krogov               | 10     |
| 11  | John Langton        | Team Salvatore Evangelista | Hume-Cooper-Climax | 33 krogov               | 11     |
| Ods | Giuseppe Maugeri    | Giuseppe Maugeri           | Cooper-Climax      | Trčenje                 | 12     |
| Ods | Klaas Twisk         | Tulip Stable               | Cooper-Climax      | Motor                   | 14     |
| DNS | Graham Eden         | Graham Eden                | Cooper-Climax      | Motor                   | (8)    |
| WD  | George Morgan       | Tommy Atkins               | Cooper-Climax      |                         | -      |
| WD  | Mauro Bianchi       | Equipe Nationale Belge     | Emeryson-Maserati  | Nepripravljen dirkalnik | -      |
| WD  | Keith Greene        | Gilby Engineering          | Gilby-Climax       | Nepripravljen dirkalnik | -      |